# Сурганова, Светлана Яковлевна
Светла́на Я́ковлевна Сурга́нова (род. 14 ноября 1968, Ленинград) — российская певица, поэтесса, скрипачка, гитаристка, автор песен.
В 1993—2002 годах — солистка и скрипачка группы «Ночные снайперы». Ныне — лидер группы «Сурганова и оркестр».

## Биография

### Детство и юность
Родилась 14 ноября 1968 года в Ленинграде.
Своих настоящих родителей Сурганова никогда не видела — биологическая мать отказалась от неё при рождении. Когда девочке было три года, её удочерила Лия Давыдовна Сурганова, кандидат биологических наук (28.01.1935 — 01.11.2024). Бабушка — Зоя Михайловна Сурганова (25.12.1906 — 1992), дедушка — Давид Васильевич Чебурахин (1905 — 1960).
Сурганова окончила ленинградскую общеобразовательную школу № 163, музыкальную школу по классу скрипки, медицинское училище № 1 и Санкт-Петербургскую государственную педиатрическую медицинскую академию по специальности врач-педиатр.
Начала писать песни в 14 лет. К раннему периоду творчества относятся такие её произведения как «Дождик» (1983), «22 часа разлуки» (1985), «Музыка» (1985), «Время» (1986) и др. В 9-м классе создала свою первую музыкальную группу «Камертон».
Второй коллектив с участием Сургановой назывался «Лига». Он был сформирован в период обучения в медицинском училище. Группа принимала участие и завоёвывала призовые места на ряде студенческих музыкальных конкурсов Петербурга.
После знакомства Сургановой с Петром Малаховским, преподававшим обществоведение в её медучилище, ими была создана группа «Нечто иное». В последующие годы коллектив дал ряд сольных концертов, принимал участие в различных акциях, фестивалях и сборных концертах с участием представителей неформальной молодёжной культуры Петербурга.
В репертуар группы входили песни, написанные главным образом её участниками, в том числе и Сургановой, а также на стихи различных современных и классических поэтов. Официальных альбомов группа «Нечто иное» не записала, однако сохранилось некоторое количество студийных и концертных записей группы, объединённых в сборники под неофициальными названиями «Шагая по тротуарам» и «Фонари», относящиеся приблизительно к 1992 году.
К этому же периоду относится совместное творчество Светланы Сургановой и Светланы Голубевой, с которой они познакомились в Педиатрической академии. Сурганова исполняла несколько песен, написанных Голубевой (например, «Ангел седой», «Ночь», «Сказка»), а некоторые песни авторства Сургановой они исполняли дуэтом. Об этом свидетельствует, в частности, акустическая запись (44 песни), известная под неофициальным названием — альбом «Дохлый Сурик» (1992), на которой дуэтом поются песни «Друг для друга» и «Когда устанешь».
В качестве члена жюри неоднократно появлялась на различных фестивалях и конкурсах, проходящих под эгидой ЛГБТК+. Неоднократно выступала в защиту прав геев и лесбиянок.

### «Ночные снайперы»
19 августа 1993 года в Петербурге Светлана Сурганова познакомилась с Дианой Арбениной. Совместно они создали группу «Ночные снайперы», существовавшую сначала в формате акустического дуэта, а затем расширившейся до электрической рок-группы. В составе коллектива Сурганова принимала участие в записи альбомов «Капля дёгтя в бочке мёда», «Детский лепет», «Алмазный британец», «Канарский», «Рубеж», «Живой» (скрипка, гитара, вокал, бэк-вокал) и «Цунами» (скрипка), а также в записи ряда официально не изданных сборников и альбомов.
Одновременно с этим, вплоть до 1996 года, Сурганова продолжала иногда выступать в составе коллектива «Нечто иное»; впоследствии эта группа получила название «Ульме» и распалась в 2008 году из-за конфликта между лидером коллектива Петром Малаховским и остальными музыкантами. Также в качестве сессионного музыканта Светлана принимала участие в записи нескольких композиций мурманской группы «Кузя BAND», саундтрека к детективному сериалу «Тайны следствия».
В «снайперский» период также издавались стихи и тексты песен Сургановой. В 1996 году она совместно с Арбениной выпустила поэтические сборники «Дрянь» и «Цель» (также в формате самиздата). В 2002 году они официально издали свои стихи и песни в книге «Патронташ».
Покинула группу 17 декабря 2002 года по просьбе Дианы Арбениной.

### «Сурганова и оркестр»
После ухода из «Ночных снайперов» Светлана Сурганова в течение нескольких месяцев выступала с акустическими концертами (совместно с гитаристом Валерием Тхаем). В декабре 2002 года была приглашена сыграть партию скрипки в песнях «Валдай» и «Блокада» для альбома «Новые люди» группы «Сплин».
В апреле 2003 года создала коллектив «Сурганова и оркестр». На 2021 год группа записала 11 студийных альбомов.
«Неужели не я», «Возлюбленная Шопена», «Соль», «Проверено временем. Часть 1. Вечное движение», «Чужие как свои», «Увидимся скоро», «Игра в классики», «#МируМир» (2015), «Песни военных лет» (2017), «Всё будет»/«Завтра» (2021). Также коллектив выпустил три концертных пластинки («Живой», «КругоСветка», «Парижская акустика»), сингл «Корабли» и мини-альбомы «Велосипед» (2013) и «К слову „Жизнь“» (2017).
Гастрольный тур группы «Сурганова и оркестр» стартовал 30 сентября 2004 года и завершился в декабре 2005. В ходе гастролей музыканты дали 50 концертов в различных городах России. К туру «КругоСветка» были отнесены также некоторые выступления, прошедшие в Москве и Петербурге. В частности, концертом, завершившим «КругоСветку», объявлено выступление в ДК Горького (СПб) 12 декабря 2005 года, во время которого был записан живой альбом «КругоСветка» в аудио- и видеоформате.
В 2005 году Сурганова познакомилась с молодой рок-группой ExNN из Приднестровья и пригласила сыграть совместные концерты в Москве и Санкт-Петербурге. Также продолжились её выступления с сольными акустическими концертами (совместно с В. Тхаем).
Весной 2009 года Сурганова запустила в прокат фильм-концерт «Проверено временем. Часть I: Вечное движение», посвященный одноимённому альбому группы, ставшему четвёртым в дискографии коллектива. Премьера состоялась 9 марта в киноцентре «Родина» (Санкт-Петербург), а с 1 июля с показа в кинотеатре «Художественный» (Москва) начался прокат фильма-концерта по городам России.

### Болезнь
В 27 лет Сурганова узнала, что у неё онкологическое заболевание. Пережила клиническую смерть и серию операций по удалению раковой опухоли сигмовидной кишки. С 1997 по 2005 год была стомированной больной.

## Прочая творческая деятельность
Поэтические и живописные произведения Светланы Сургановой были опубликованы в следующих книгах:
- 1996 — «Дрянь» (стихи, картины).
- 1996 — «Цель» (тексты песен, картины).
- 2002 — «30 песен Ночных снайперов» (ноты, аккорды, тексты песен).
- 2002 — «Патронташ» (тексты песен, стихи, картины).
- 2005 — «Поэты русского рока. Том 10» (тексты песен, стихи).
- 2012 — «Тетрадь слов».
- 2013 — «Книга писем».
- 2020 — Автобиография «Все сначала!».

В 2005 году приняла участие в озвучивании мультфильма «Кошмар перед Рождеством».

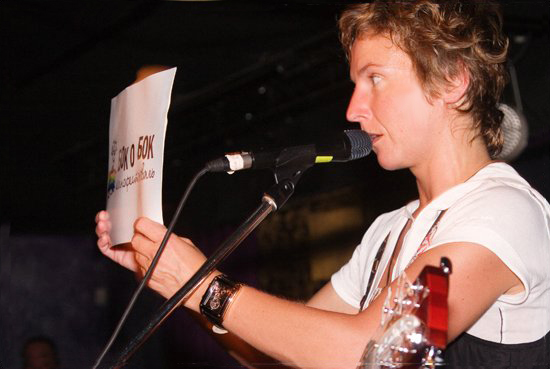
Светлана Сурганова объявляет победителя ЛГБТ-фотоконкурса «Бок о бок»

В 2008 году она вместе с Александром Сокуровым, Игорем Коном и Сарой Уотерс выступила в защиту, а также стала членом жюри Международного ЛГБТ-кинофестиваля «Бок о бок» в Петербурге.
В мае 2009 года Сурганова как профессиональный зритель вошла в состав жюри (вместе с режиссёрами Юрием Маминым — игровое кино и Владимиром Непевным — документальное кино) первого фестиваля студенческого короткометражного фильма «Актуальная смесь» (учредитель фестиваля — SPb Cinema Club), выбрав и наградив двух победителей в номинации «лучший мультипликационный фильм 2009».
К 120-летию Анны Ахматовой Сурганова представила в клубе А2 (Санкт-Петербург) и саду Эрмитаж (Москва) проект аудиокниги стихов Анны Андреевны, в записи которой приняли участие, кроме самой Сургановой, Елена Погребижская, Евгения Дебрянская, Каринна Москаленко, Кира Левина, Маргарита Бычкова, Оксана Базилевич, Алла Осипенко. Аудиокнига была издана в конце 2009 года.
В 2013 году участвовала в музыкальном шоу «Живой звук» на телеканале «Россия-1», где заняла первое место.
Вместе со Светланой Иванниковой играет в спектакле «Моя счастливая жизнь», постановка Александра Цоя.
12 октября 2019 приняла участие в спектакле «Веселое имя - Пушкин», постановка Вениамина Смехова.

## Общественная позиция
Светлана Сурганова поддержала военное вторжение России на Украину. Посетила с концертом Единый пункт отбора на контрактную службу на улице Яблочкова в Москве .